# Мангольд, Мила
Мила Мангольд (14 ноября 1907 года — 2 июля 2022 года) — американская долгожительница, возраст которой подтверждён Группой геронтологических исследований (GRG). Она была старейшим живым человеком в американском штате Калифорния после смерти 114-летней Люси Миригян 12 февраля 2021 года, а также она входит в топ 100 старейших людей в истории. На момент своей смерти она была 83-м старейшим человеком в мировой истории. Её возраст составлял 114 лет 230 дней.

## Биография
Мила Мангольд родилась в округе Салин, штат Небраска, США, 14 ноября 1907 года в семье Альберта и Барбары Вокоун Плесити.
Мангольд работала секретарём в отделе здравоохранения в Лос-Анджелесе, где жила во время Великой депрессии.
Она встретила своего будущего мужа, Уолтера Мангольда, в Южной Калифорнии. Он работал в сфере общественного здравоохранения.
В 1940-х они с мужем переехали в Беркли, штат Калифорния, где Уолтер стал профессором Калифорнийского университета в Беркли. Он помог основать область гигиены окружающей среды. У них был один сын вместе, Дональд.
Мангольд продолжала водить машину до 95 лет. До своего столетнего возраста она собирала апельсины со своего дерева, чтобы делать мармелад для своих соседей.
Её возраст был подтверждён GRG 4 июня 2021 года.
В семье Мангольд были и другие долгожители: её бабушка дожила до 95 лет, а сестра Мэй Прокоп умерла в возрасте 100 лет.
Мангольд жила в доме престарелых в Эль-Серрито, Калифорния, США, и являлась вторым по возрасту подтверждённым человеком в Соединенных Штатах (после Бесси Хендрикс).

### Смерть
Мила Мангольд умерла 2 июля 2022 года, в возрасте 114 лет 230 дней. На момент смерти она была 83-м старейшим человеком в мировой истории.

## Рекорды долгожителя
- 23 мая 2022 года Мила Мангольд вошла в топ 100 старейших людей в истории.